# Polymixis plumbina
Polymixis plumbina là một loài bướm đêm trong họ Noctuidae.